# Castello di Latera
Il castello di Latera è una struttura difensiva situata nel comune di Latera, in provincia di Viterbo. Costruito nel XII secolo, è stato variamente ricostruito e modificato nel tempo. Il nucleo centrale è costituito dal Palazzo Farnese e dalla pieve di San Clemente. Completavano la struttura difensiva quattro accessi, dei quali solo tre sono giunti fino a noi. Attualmente, una parte del Palazzo Farnese è adibita a sede del Comune di Latera, mentre i vari accessi fortificati sono stati da tempo convertiti in edifici residenziali.

## Storia
Il castello di Latera affonda le proprie origini durante il dominio dei longobardi, quando durante quest'ultimo, probabilmente, viene costruito il primo nucleo originario del castello, oggi non più visibile, sul punto più alto di uno sperone roccioso. Subisce una prima, radicale ricostruzione forse nel corso del XII secolo, assumendo definitivamente la funzione di difesa e controllo della zona. A poca distanza dall'attuale Ponte del Piscero si trovava una dogana, controllata da una presenza militare, mentre l'attuale Porta del Buon Consiglio, a nord, era l'ingresso principale. Esistevano altri tre accessi sugli altri punti cardinali, dei quali solo due sono giunti fino a noi. Il nucleo principale, il Palazzo Farnese, viene costruito all'inizio del Quattrocento e più volte modificato nei secoli successivi, fino alla revisione radicale del Settecento. Il castello è stato restaurato nella seconda metà del Novecento e, attualmente, una parte di Palazzo Farnese è adibita a sede del Comune di Latera, mentre i vari accessi fortificati sono ormai stati convertiti in edifici residenziali.

## Struttura
Il castello di Latera si trova variamente distribuito sullo sperone roccioso dove fu inizialmente edificato. A parte alcune costruzioni di servizio come, ad esempio, il deposito del grano, il nucleo principale del castello è dato dal Palazzo Farnese e dalla pieve di San Clemente i quali, strettamente collegati, formano un unico complesso edilizio.

### La pieve di San Clemente
Nel punto più in alto del Castello è posta la pieve di San Clemente, di origine molto antica, costruita per volontà degli abitanti di Latera. Originariamente costituita da una semplice cappella, aveva l'ingresso principale sull'attuale Via Marconi. I signori residenti nel castello vi entravano direttamente tramite una porta interna, senza dover uscire all'esterno, che fu chiusa definitivamente nel 1835. Con il passare degli anni e con l'aumentare della popolazione, la chiesa divenne insufficiente e nel 1603 fu deliberato il suo ingrandimento. La facciata della chiesa fu spostata nella posizione attuale, di fronte alla porta del Piano. Il campanile, invece, risale al 1790.
L'interno della chiesa, dopo la ricostruzione seicentesca, è costituito da tre navate. La navata centrale è molto più alta delle due laterali ed è illuminata da cinque finestre per lato poste nel sottotetto. Il soffitto è cassettonato e reca al centro la pittura di due cherubini con gli emblemi del Papa e di San Clemente. L'abside è coperta da una semicupola e illuminata da una piccola finestra aperta nel 1645. L'altare maggiore è dedicato a San Clemente, mentre gli altari laterali sono intitolati a San Gregorio Papa, San Francesco D'Assisi, San Giovanni Battista e alla Madonna del Rosario.

### Il "Palazzo della Rocca"
Il Palazzo Farnese, comunemente chiamato "La Rocca", è direttamente unito alla pieve di San Clemente e, assieme, formano un unico complesso edilizio. Il palazzo viene costruito nel 1408 nel contesto del castello, dunque con funzioni difensive. Fra il Cinquecento e il Seicento, però, l'edificio subisce diversi rifacimenti per adattarlo a residenza del Signorotto locale. Quasi completamente abbandonato all'inizio del Settecento, nei decenni successivi subisce nuove modifiche che alterano notevolmente l'originario aspetto esterno del palazzo, in particolare la facciata a ovest, rivolta verso la piazza omonima. Viene aperto un secondo portale, con una nuova scala che conduceva al piano nobile. Un ultimo restauro viene praticato alla fine del Novecento, riscoprendo e valorizzando molte delle architetture originali. Attualmente, una parte del palazzo è adibita a sede del Comune di Latera.
Il palazzo è costituito essenzialmente da tre piani: piano terra, primo piano e sottotetto. Possiede inoltre un piccolo ambiente nella facciata sud, adibito a cortile, mentre sul lato della piazza si trovano tre magazzini. Gli ambienti sono tutti illuminati da basse finestre in basalto decorato. La parte più antica del Palazzo Farnese, comunque, resta quella unita all'abside della pieve.

## Galleria d'immagini

la pieve di San Clemente
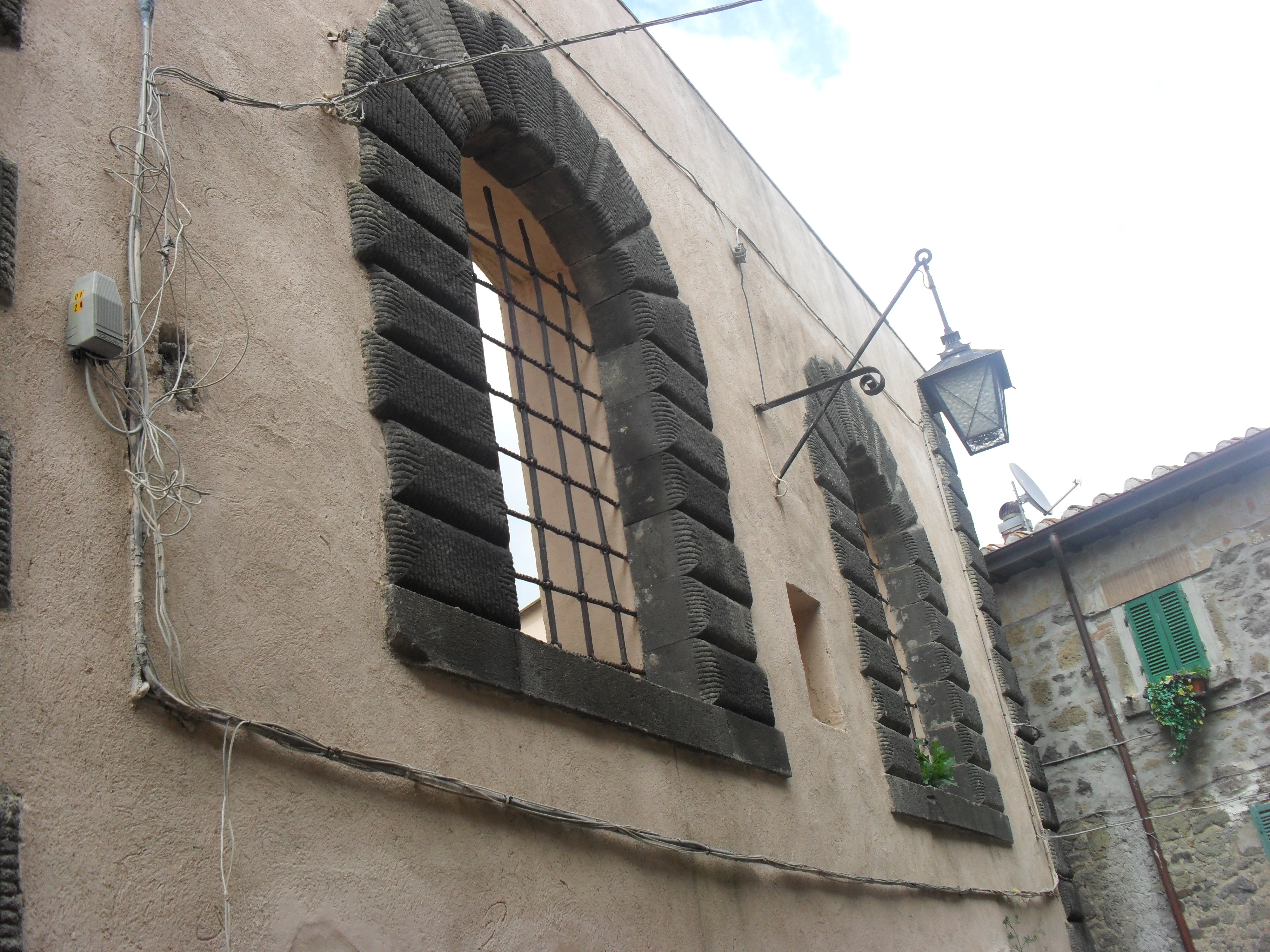
Le finestre di Palazzo Farnese con le cornici in basalto
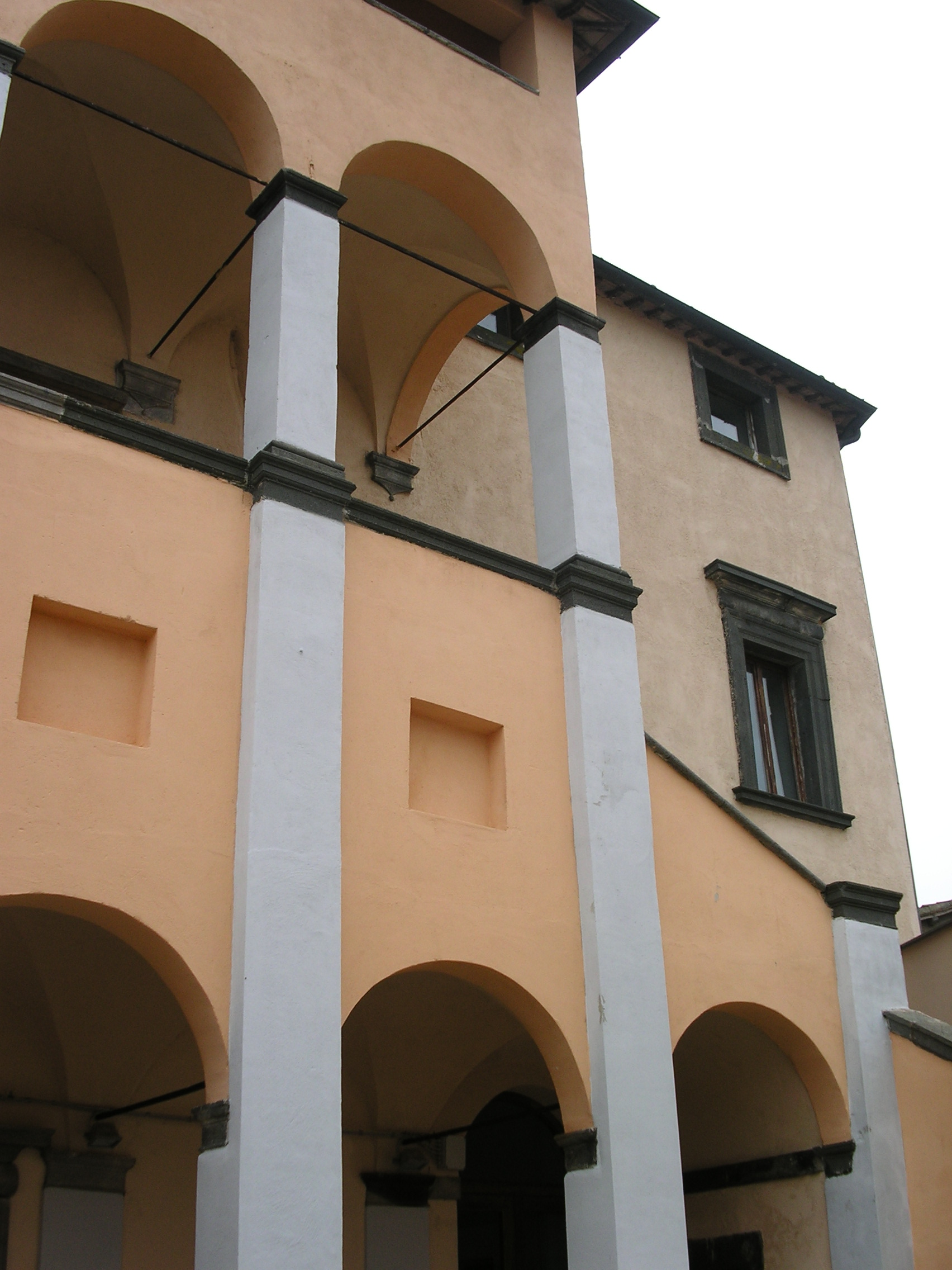
Un lato di Palazzo Farnese
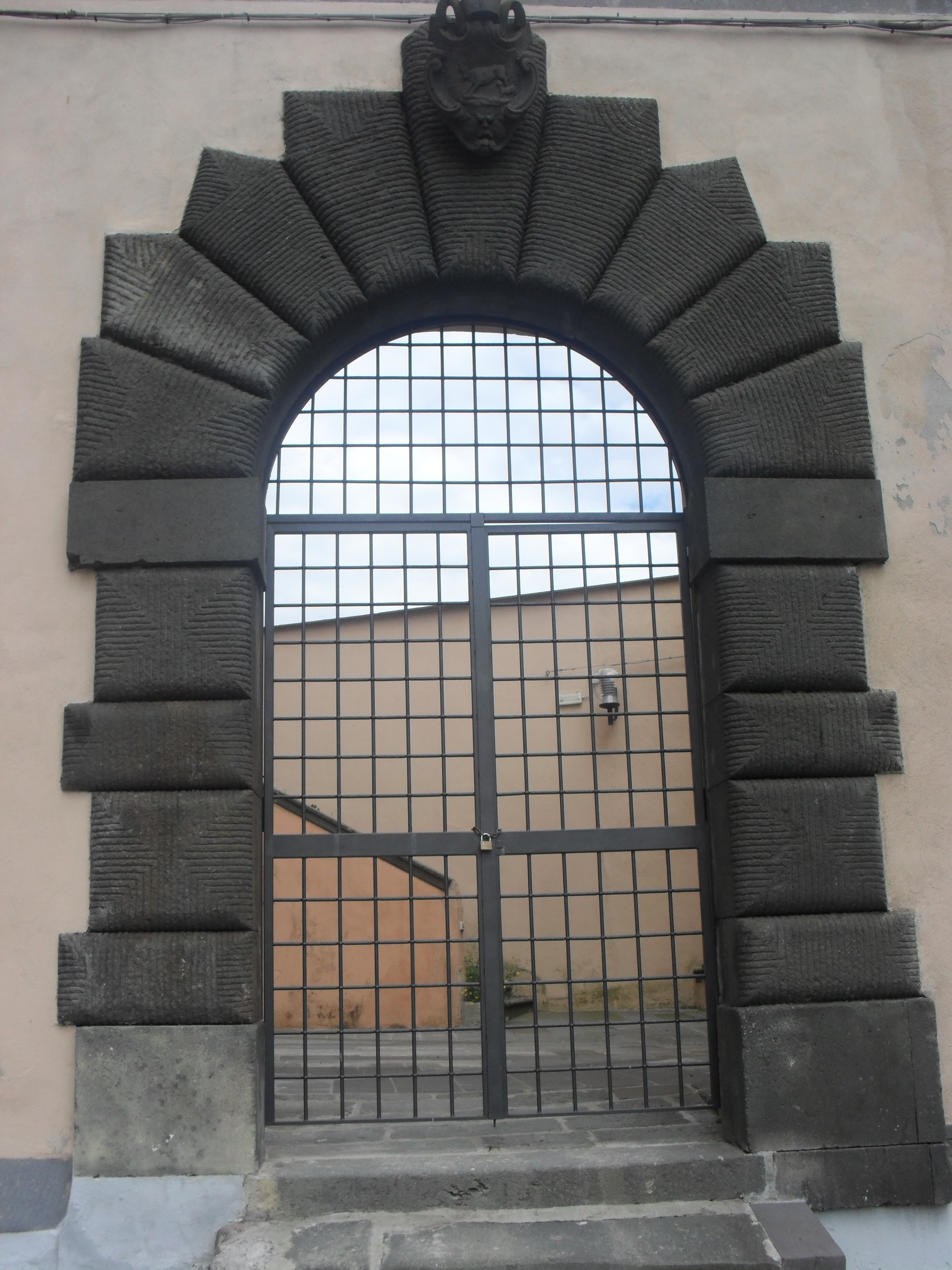
L'ingresso principale di Palazzo Farnese
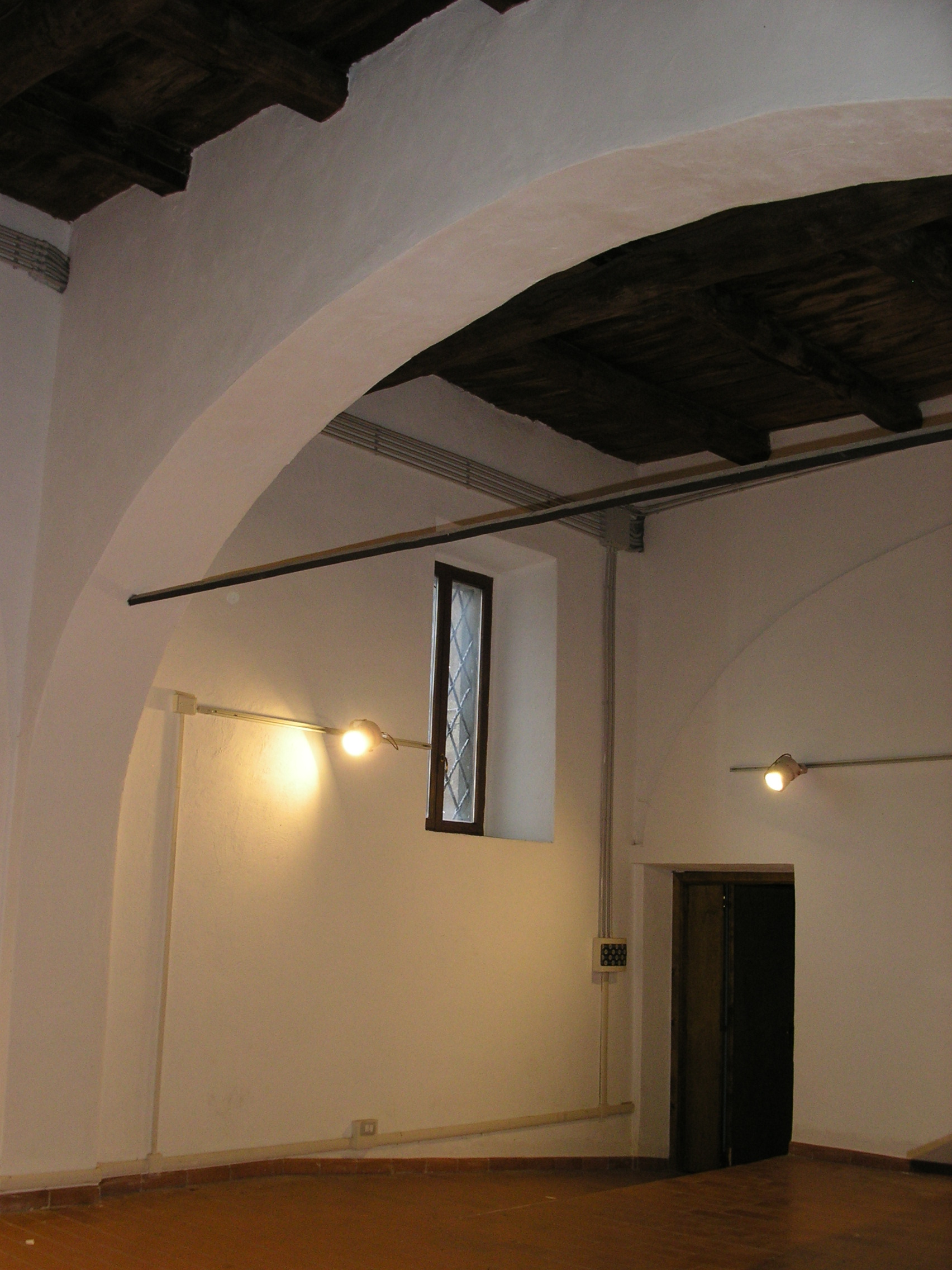
Il deposito del grano nel castello
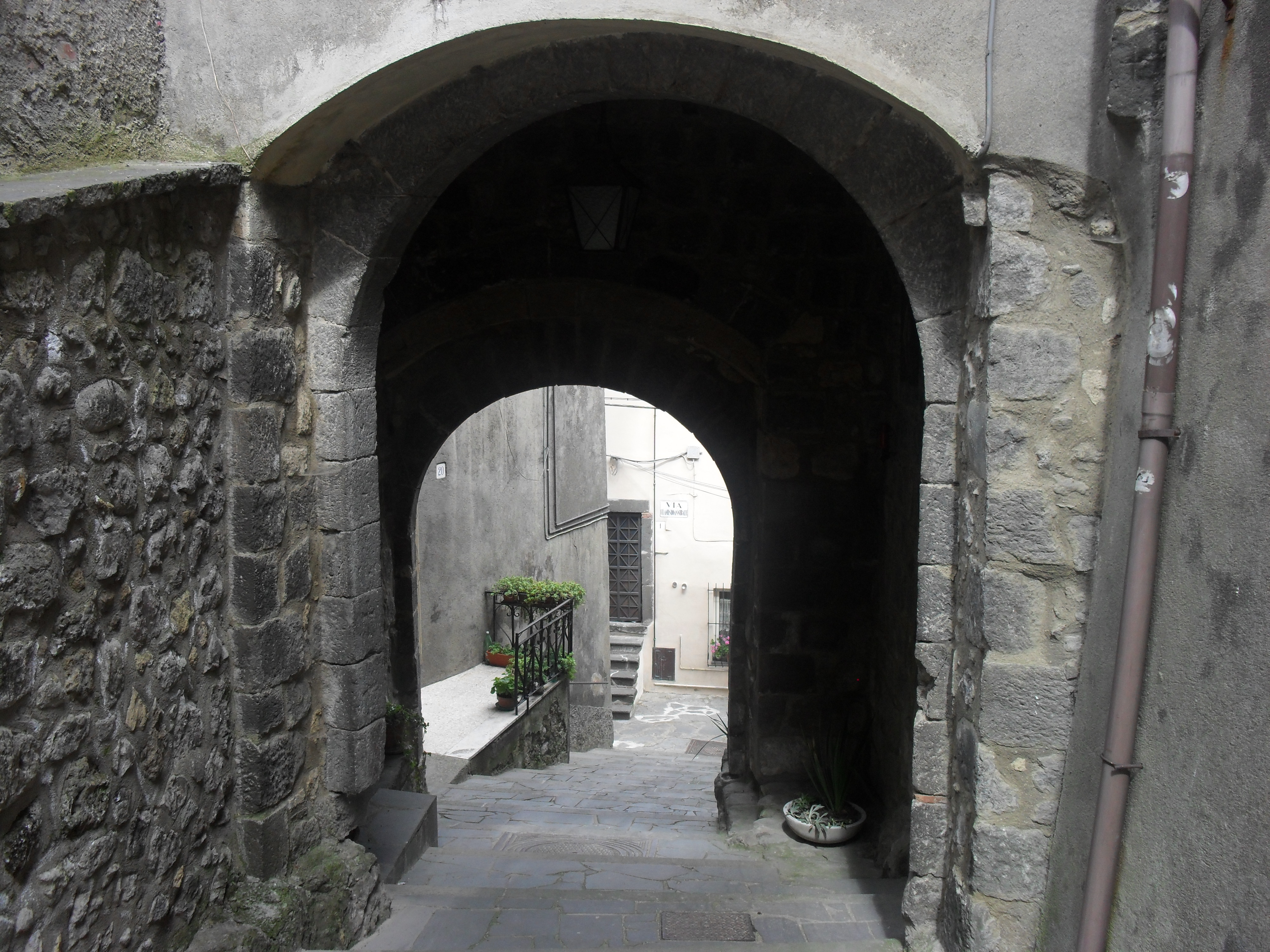
L'atrio del castello